# Nicholas Epley
Nicholas Epley (Waterloo, 28 augustus 1974) is hoogleraar gedragswetenschappen aan de Booth School of Business van de Universiteit van Chicago. In zijn boek Mindwise: How We Understand What Others Think, Believe, Feel, and Want (in Nederlandse vertaling verschenen als Mensenkennis en misverstand)
 vraagt hij zich af of we werkelijk de gedachten van anderen kunnen lezen. Ten onrechte gaan we af op lichaamstaal of menen dat de ander net zo denkt als wijzelf. De Financial Times noemde hem een ‘hoogleraar om in de gaten te houden’.

## Loopbaan
Nicholas Epley verkreeg zijn bachelor in de psychologie en filosofie in 1996 aan het Saint Olaf College in Minnesota en zijn masters psychologie in 2001 aan de Cornell-universiteit. Sinds 2005 is hij verbonden aan de Booth-faculteit van de Universiteit van Chicago.
Epley doet onderzoek naar sociale cognities, het perspectief dat men hanteert en de rol die intuïtie speelt in het oordeel over de ander. Zijn bevindingen zijn gepubliceerd in meer dan twintig tijdschriften, zoals de Journal of Personality and Social Psychology en Journal of Experimental Social Psychology. Ook levert hij bijdragen aan de Wall Street Journal, CNN en Wired.

## Onderzoek

### Mensenkennis
Wat mensen denken is een onderwerp dat vooral bestudeerd wordt in de neurowetenschappen. Proefpersonen worden in een MRI-scanner gelegd en gekleurde beelden in delen van het brein lichten op, waar denkprocessen bij betrokken zijn. Maar daarmee kennen we de gedachten (nog) niet.
We menen vaak te weten wat andere mensen denken en willen. Maar kloppen onze aannames wel? Weten we inderdaad wat er omgaat in onze partners, kinderen, vrienden of collega's? Naast persoonlijke anekdotes, beschrijft Epley in Mindwise vooral klassieke observaties en experimenten uit de sociale psychologie. Hij laat zien wat wetenschappers ontdekt hebben over ons talent om ons in te leven in een ander en de fouten die we daarbij onbewust maar stelselmatig maken.
Volgens Epley kan de mens een zesde zintuig ontwikkelen, waarmee hij kan zien wat er in anderen omgaat: het vermogen om aan te voelen wat een ander denkt. Feilloos werkt dit zintuig niet. We dichten anderen, als het ons zo uitkomt, onze eigen egoïstische gedachten toe, overschatten onszelf en onderschatten de ander en geven aan vertrouwde opvattingen een hogere score dan aan afwijkende opvattingen. 

Samen met Mary Steffel en Tal Eyal voerde Epley een experiment uit, waarbij een aantal, al of niet getrouwde, koppels vragen over hun wederhelft moesten beantwoorden. Naar aanleiding van 20 stellingen (zoals ‘’ik blijf liever een avond thuis dan naar een feestje te gaan’’of “als ik mijn leven over zou kunnen doen, had ik andere keuzes gemaakt’’) moest de één voorspellen, hoe de ander hierop zou reageren. Uit het onderzoek bleek dat de paren het nauwelijks beter deden dan via kansrekening (1 op 5), terwijl ze geloofden dat ze veel hoger zouden scoren.

In een artikel in de Huffington Post
verklaart Epley het feit dat we de gedachten van de ander niet goed inschatten, omdat we er toe neigen egocentrisch te denken en ervan uitgaan dat de anderen net zo denken, voelen en geloven als wijzelf. Verder hanteren mensen vaak stereotypes, omdat zij menen dat de gedachten van anderen sterk overeenkomen met de heersende overtuigingen van de groep waar zij deel van uitmaken. Stereotypie is de oorzaak van systematische vertekeningen, omdat hierdoor meer nadruk gelegd wordt op de verschillen tussen de groepen in plaats van de overeenkomsten.
Ook wijst Epley erop dat we vaak afgaan op het vertoonde gedrag van de ander. Daarbij vergeten we dat mensen net alsof doen, misleiden, fouten maken en op grond van complexe motieven handelen. Om misverstanden te voorkomen geeft hij dan ook het advies om niet te raden naar andermans bedoelingen, maar gewoon te vragen naar wat de ander wil of denkt.

### Lichaamstaal
Epley vindt dat te veel de nadruk wordt gelegd op iemands gezicht; een gezichtsuitdrukking zegt niet alles. Evenmin als lichaamstaal. Hij bekritiseert de miljarden dollars die in de Verenigde Staten worden uitgegeven om terroristische aanslagen op vliegvelden te voorkomen door camera's in te zetten en gedragsanalisten de beelden voortdurend te laten bekijken. Het gedrag van de meeste personen is nauwelijks te voorspellen.
Een andere heersende overtuiging is dat conflicten het best opgelost kunnen worden door je in de ander te verplaatsen. Epley wijst deze methode van de hand en geeft als voorbeeld George W. Bush die op grond van een gesprek met Vladimir Poetin concludeerde dat deze "eerlijk en betrouwbaar" overkwam. Wanneer het gaat om fundamentele conflicten in belangen (zoals tussen de VS en Rusland), is onderhandelen beter dan raden naar iemands bedoelingen, aldus Epley.

### Sociale blunders
In 2001 verrichtten Epley e.a. een onderzoek onder middelbare scholieren naar sociale blunders. Zoals de enige gast op een feestje te zijn die was vergeten om een cadeau mee te nemen of door klasgenoten gezien te worden in een winkelcentrum met een boodschappentas van een winkel die totaal niet in de mode is. Hij noemde degene die de blunder beging de dader en de anderen de toeschouwers. Zijn bevinding was dat de dader zichzelf veel sterker veroordeelde dan de toeschouwers. Met andere woorden, de toeschouwers waren in werkelijkheid veel milder dan gedacht.
Op grond hiervan constateert Epley dat we blijkbaar obsessief gericht zijn op onszelf en onze misstappen. De andere mensen houden zich meestal helemaal niet met jou bezig: ze zijn druk in gesprek, kijken om zich heen en maken zich vooral bezorgd over de indruk die zij op anderen maken.
Epley concludeert dat het zinniger is om je niet druk te maken over wat anderen over je denken en spoort aan om aardiger te zijn in ons oordeel over de medemens.

### Praten met vreemden
Iedere dag reizen miljoenen mensen over de hele wereld per trein of bus naar hun werk. Hoewel mensen tot de meest sociale diersoorten op deze planeet behoren zitten zij zwijgend in de trein en doen alsof diegene naast hen totaal niet bestaat.
In een studie in 2014 stelde Epley dat mensen niet begrijpen hoe prettig het contact met de mede forens kan zijn. De studie heette Beter niet alleen.

Uit veldonderzoek bleek namelijk dat mensen positieve ervaringen hadden met het praten of aangesproken worden door een vreemde in de trein. Volgens Epley brengt het contact met anderen niet zoveel langetermijnvoordelen als bij vriendschap, maar was de treinreis wel aangenamer voor de reiziger.